# Jean-Philippe Biojout
Jean-Philippe Biojout, né le 3 juin 1971 à Montreuil, est un baryton-basse, écrivain et éditeur français.

## Biographie

### Carrière musicale
Jean-Philippe Biojout est le fils de l’architecte Philippe Biojout. Installé à Angoulême dès 1973, Jean-Philippe Biojout fait ses études au collège-lycée Saint-Paul. Diplômé de l’École supérieure de commerce de Bordeaux en 1993, il devient directeur marketing dans des maisons d’édition phonographiques indépendantes comme Studio SM ou Auvidis.
Dans sa jeunesse, il étudie au conservatoire de musique d’Angoulême le piano et développe des dispositions pour l’improvisation musicale et la composition. Il s’intéresse à l’art lyrique en découvrant les productions du Grand Théâtre de Bordeaux. Parallèlement à ses postes de directeur, il présente en 1993 le concours d’entrée dans la classe de chant de Michaëla Etcheverry au CNR de Poitiers et fait partie des deux admis. Après son service national au Chœur de l'Armée française, il approfondit son travail vocal avec Robert Dumé. Après avoir été admis au CNSM de Paris, il remporte le 1er prix de chant de la ville de Paris en 1999 et il est aussi diplômé du CNR. En 2000, il débute sur la scène de l’opéra de Limoges dans La Forza del destino de Verdi sous la baguette de Guy Condette. Artiste invité pendant 3 ans au centre de formation lyrique de l’Opéra national de Paris, il s’y perfectionne.
Lauréat de plusieurs concours de chant, il a été triple finaliste (Mélodie-Opérette-Opéra) du concours international du festival lyrique de Marmande. Également lauréat du concours d'opérette de la ville de Marseille, il gagne en septembre 2011 le prix Henri Tomasi au concours international de chant de Canari. En 2013, il est lauréat du concours international de l'Armel Opera Festival lors de la sélection finale à Szeged en Hongrie.
Il est invité par des chefs français ou étrangers et a travaillé avec François-René Duchâble, Claire Désert, Jeanne Loriot, Thierry Escaich, Coline Serreau, André Engel… Il a participé à plusieurs enregistrements dont le Requiem d'André Campra, Un requiem allemand de Brahms, Les 7 Paroles du Christ en croix de César Franck, le Requiem de Fauré, la Petite Messe solennelle de Rossini, la Paukenmesse de Haydn… Il a fréquemment chanté les Requiem de Verdi, Mozart et Fauré, le Stabat Mater de Dvořák et la Missa di Gloria de Puccini. Son répertoire favori est l’opéra, et tout particulièrement le XIXe siècle français avec Berlioz, Gounod, Bizet et Massenet, et aussi pour Donizetti et Puccini. 
En 2011, il a dénombré à son actif plus de 40 rôles joués sur scène : La Forza del Destino, Simon Boccanegra, Traviata, Aïda, Nabucco, Les Quatre Rustres (de Wolf-Ferrari, à l’amphitéâtre de l’opéra Bastille), Le Barbier de Séville, Don Pasquale (rôle-titre), L’elisir d’amore, La Fille du régiment, Turandot, Madame Butterfly, La Bohème, Carmen, Les Pêcheurs de perles, Faust, etc. Il a chanté dans de nombreux festivals (dont celui de Baalbeck au Liban) et plusieurs autres pays dont récemment l’Italie et le Japon. Il a participé à plusieurs créations mondiales dont l'opéra Bonjour Monsieur Gauguin, créé à Venise en 2006 et enregistré en DVD. Il interprète des opérettes, d’Offenbach à Lopez, réalise des mises en scène et anime des séminaires d’art lyrique en province. 
En 2014, il interprète Konrad lors de la création de l'opéra italien de Marco Tutino, Le Braci, dans le cadre du concours international de l'Armel Opera Festival le 9 octobre à l'Académie Liszt de Budapest. L'œuvre est ensuite reprise au théâtre national de Szeged dans les mêmes production et distribution à partir du 5 décembre. La production est également invitée par l'opéra d'Avignon pour une création française le 3 juin 2015. 
En 2022, il participe à la création de l'oratorio Sainte-Geneviève sur la vie de la sainte francilienne composé par Eric Lebrun à l'occasion de son 1600e anniversaire, et repris en 2023. 
En 2023, il obtient le Diplôme d'État de Professeur de musique.
Il est membre d'honneur de l'Académie du disque lyrique depuis 2011.

### Éditeur, auteur et animateur radio
Il décide en 1999 de cofonder une maison d’édition littéraire, Bleu nuit éditeur, dont le but est l’édition d’ouvrages traitant des musiques (classique, world, jazz, électro, etc.). Son premier livre (dont il est coauteur avec Pascal Fardet) est le Guide des CD récompensés. Il a aussi écrit un ouvrage sur l’Opéra Bastille s’appuyant sur les photos de Florient Kleinefenn. En 2010, Bleu nuit éditeur comptait près d’une centaine de livres édités, dont une nouvelle collection codirigée avec Marie Drucker de livres+CD pour les enfants afin de leur faire découvrir la musique classique avec humour, sur des illustrations de Valérie Lenoir.
En 2018, il a écrit une biographie inédite sur Jacques Offenbach, à l'occasion du bicentenaire de sa naissance, dans un ouvrage de synthèse présentant plus de 100 illustrations et plus de 60 exemples musicaux, affirmant ainsi son goût pour ce répertoire et le XIXe siècle français.
Il a animé des émissions de radios dans les années 80 sur des radios libres. En 1992, il a écrit pour une édition locale du magazine L'Express. En 2000-2001, il a coécrit et présenté la saison complète d’un magazine télévisé (40 émissions) pour la chaîne Muzzik sous le titre « muzzik et vous » avec Béatrice Leclerc et Pascal Fardet.

## Œuvre

### Livres
- Les insolites de l’Opéra Bastille, bleu nuit éditeur, 2000, 232 p.  (ISBN 978-2-9135-7506-6)
- Guide des CD récompensés par la Presse et les Grands Prix, bleu nuit éditeur, 2005
- avec Pascal Amoyel, Une petite histoire de la grande musique, bleu nuit éditeur, 2007
- La perruque de Joseph Haydn, Paris, bleu nuit éditeur, coll. « Les histoires musicales imaginaires de Marie Drucker », 10 novembre 2010, 46 p. (ISBN 978-2-35884-004-0)Livre et CD audio racontant la passion de l'Autrichien pour les perruques. Histoire originale de Jean-Philippe Biojout, adaptation de Marie Drucker et Stéphane Ribeiro, dessins de Valérie Lenoir.
- La petite danseuse de Maurice Ravel, Paris, bleu nuit éditeur, coll. « Les histoires musicales imaginaires de Marie Drucker », 13 janvier 2011, 46 p. (ISBN 978-2-35884-005-7)Livre et CD audio racontant le retour de Maurice Ravel dans son Pays basque natal pour retrouver Inès, sa nièce. Histoire originale de Jean-Philippe Biojout, adaptation de Marie Drucker et Stéphane Ribeiro, dessins de Valérie Lenoir.
- La discothèque de référence en CD : musique classique, bleu nuit éditeur, 2013, 216 p.  (ISBN 978-2-3588-4031-6)
- Jean-Philippe RAMEAU], édition augmentée du texte de Jean Malignon (solfèges, Seuil, 1960), collection horizons, bleu nuit éditeur, 2014, 176 p.  (ISBN 978-2-3588-4040-8)
- La discothèque de référence en CD - opéra, bleu nuit éditeur, 2014, 216 p.  (ISBN 978-2-3588-4037-8)
- Le doudou de Jean-Chrétien Bach, bleu nuit éditeur, coll. "Les histoires musicales imaginaires de Christian Morin", 13 novembre 2016, 46 p.  (ISBN 978-2-3588-4007-1)
- Jacques Offenbach, bleu nuit éditeur, 2018, 176 p.  (ISBN 978-2-3588-4075-0)
- Léo Delibes, bleu nuit éditeur, 2021, 176 p.  (ISBN 978-2-3588-4105-4)
- Emmanuel Chabrier, bleu nuit éditeur, 2023, 176 p.  (ISBN 978-2-3588-4134-4)

### DVD
- Bonjour Monsieur Gauguin, opéra de Fabrizio Carlone, 2006, Contemporary Soundworks Ltd.

### Discographie
- Johannes Brahms : Ein deutsches Requiem, 1997, Recorda.
- César Franck : Les Sept Paroles du Christ en Croix, 1998, Recorda.
- Camille Saint-Saëns : Danse macabre et autres diableries, 2011, Saphir Productions.
- Rendez-vous avec le Diable, 2013, Recorda.